# 응순 (후한)
응순(應順)은 후한의 관료이다.
동평상 재임 중 신상필벌로 관리들이 법을 범하지 못하게 했다. 두헌이 흉노를 정벌할 때 관료들이 자제들을 종군하지 않게 하고자 뇌물을 바치는 조류에 동참하지 않았다. 이 때문에 화제에게 발탁되어 좌풍익이 되었으며 화제 치세에 하남윤, 장작대장을 지냈다.

## 친족
- 응봉 - 응순의 증손

1. ↑  범엽: 《후한서》 권46 곽진열전 제36 중 진총
2. ↑  범엽: 《후한서》 권48 양이적응원서열전 제38 중 응봉